# 릴 키득
릴 키득(1994년 ~)은 대한민국의 래퍼다. 2018년 싱글 'Zoom'으로 데뷔했다. 이전 예명은 키득키득이었다.

## 방송
- 수퍼비의 랩 학원 (2019) - Top24
- 드랍더비트 (2022) - Top48(21위)